# Chiridota marenzelleri
Chiridota marenzelleri is een zeekomkommer uit de familie Chiridotidae.
De wetenschappelijke naam van de soort werd in 1904 gepubliceerd door Rémy Perrier.